# Stephen Sykes
Stephen Whitefield Sykes est un prélat de l'Église d'Angleterre et théologien universitaire né le 1er août 1939 et mort le 24 septembre 2014. Après avoir enseigné la théologie à l'université de Durham (1974-1985) et à l'université de Cambridge (1985-1990), il est évêque d'Ely de 1990 à 1999. Il termine sa carrière professionnelle comme principal du St John's College, à Durham, jusqu'à sa retraite en 2006.